# Assemblée générale de l'Union astronomique internationale de 2015
29e assemblée générale de l'Union astronomique internationale
La 29e assemblée générale de l'Union astronomique internationale s'est tenue du 3 au 14 août 2015 à Honolulu, capitale de l'État d'Hawaï, aux États-Unis.

## Organisateur

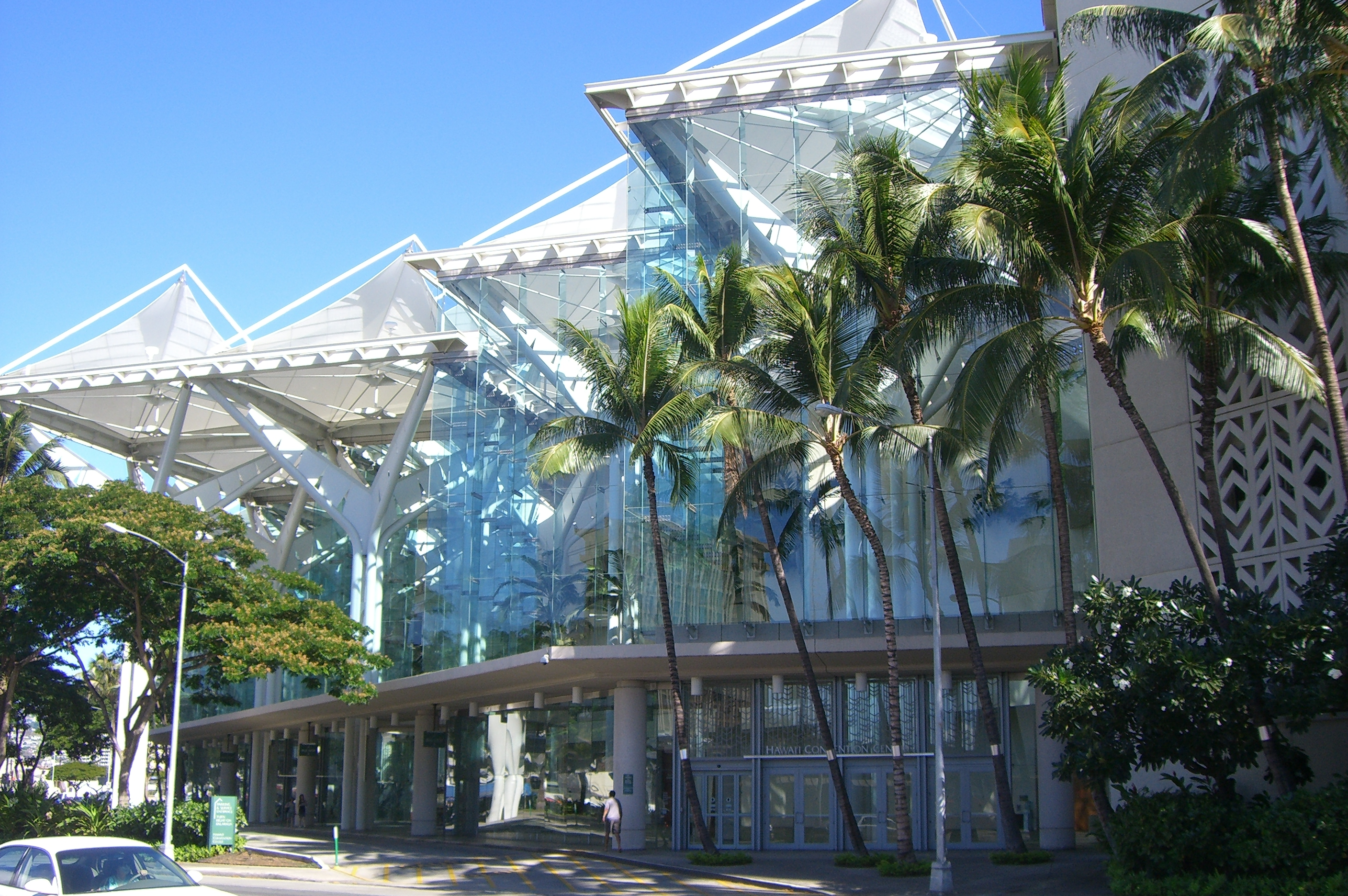
Le palais des congrès de Hawaï, à Honolulu.

Candidat malheureux en 2006 pour l'organisation de l'assemblée générale de 2012, qui s'est finalement déroulée à Pékin (Chine), Honolulu (Hawaï, États-Unis) a été sélectionnée lors de l'assemblée générale de 2009 pour organiser l'assemblée générale de 2015. Cette dernière a alors lieu du 3 au 14 août 2015 au palais des congrès de Hawaï, à  Honolulu.

## Résolutions
Les quatre résolutions soumises au vote lors de cette assemblée générale ont été adoptées lors du vote qui s'est déroulé pendant la deuxième session de l'assemblée générale, le 13 août.

### Résolution B1: plan stratégique décennal pour l'astronomie dans le monde en développement
La résolution B1 concerne le plan stratégique décennal de l'Union astronomique internationale pour l'astronomie dans le monde en développement. Ce plan stratégique s'étend de 2010 à 2020 et cette résolution vise à confirmer la poursuite continue de ces buts ainsi qu'à planifier ce qui suit, sous la forme d'un plan stratégique étendu, traitant de l'avenir du bureau de l'astronomie pour le développement (Office of Astronomy for Development) et de ses activités au-delà de 2021.

### Résolution B2: points zéro des magnitudes
La résolution B2 concerne la recommandation des points zéro pour les échelles de magnitudes bolométriques absolue et apparente. C'est un problème dans la littérature astronomique, avec une variation omniprésente des points zéro pour les magnitudes bolométriques et les corrections bolométriques. Cette résolution fixe une échelle normalisée de magnitudes bolométriques absolue et apparente indépendante du Soleil.
Le point zéro de l'échelle de magnitude bolométrique absolue est fixé de telle sorte qu'une source de rayonnement de magnitude bolométrique absolue MBol = 0 mag a une luminosité de rayonnement d'exactement Lo = 3,012 8 × 1028 watts :
Concrètement, la valeur de Lo est la seule fixée par la résolution ; toutes les autres valeurs indiquées découlent du point zéro précédent et de définitions déjà existantes (seule la définition du parsec ayant été précisée et officialisée pour fixer le point zéro de magnitude bolométrique apparente).
Une source de rayonnement de luminosité L a la magnitude absolue suivante :
Historiquement, la magnitude absolue d'un objet était définie comme étant la magnitude apparente qu'aurait cet objet s'il était situé à 10 parsecs de l'observateur. En fixant ici le point zéro de la magnitude bolométrique absolue, la situation s'en trouve inversée : la magnitude apparente devient fixée par rapport à la magnitude absolue et non plus l'inverse. Le point zéro de magnitude bolométrique apparente est ainsi défini de telle sorte qu'une magnitude bolométrique apparente mBol = 0 est celle d'une source dont un observateur reçoit un flux fo égal à celui que recevrait un observateur à une distance de 10 parsecs d'une source de magnitude absolue MBol = 0 :
Par la fixation de la valeur du parsec à (648 000/pi) unités astronomiques et le fait que l'unité astronomique est elle-même définie de façon exacte (résolution de 2012), on a donc :
Une source de rayonnement de flux reçu f a la magnitude apparente suivante :

### Résolution B3: constantes nominales de conversion pour des propriétés solaires et planétaires
| Désignation                            | Notation (LaTeX)                                                     | Valeur nominale                       |
| -------------------------------------- | -------------------------------------------------------------------- | ------------------------------------- |
| Rayon solaire nominal                  | {\displaystyle {\mathcal {R}}_{\odot }^{\mathrm {N} }}               | 1 RN ☉ = 6,957 × 108 m                |
| Irradiance solaire totale nominale     | {\displaystyle {\mathcal {S}}_{\odot }^{\mathrm {N} }}               | 1 SN ☉ = 1 361 W m−2                  |
| Luminosité solaire nominale            | {\displaystyle {\mathcal {L}}_{\odot }^{\mathrm {N} }}               | 1 LN ☉ = 3,828 × 1026 W               |
| Température solaire effective nominale | {\displaystyle {\mathcal {T}}_{{\text{eff}}\;\odot }^{\mathrm {N} }} | 1 TN eff ☉ = 5 772 K                  |
| Paramètre de masse solaire nominal     | {\displaystyle ({\mathcal {GM}})_{\odot }^{\mathrm {N} }}            | 1 (GM)N ☉ = 1,327 124 4 × 1020 m3 s−2 |
| Paramètre de masse jovienne nominal    | {\displaystyle ({\mathcal {GM}})_{\mathrm {J} }^{\mathrm {N} }}      | 1 (GM)N J = 1,266 865 3 × 1017 m3 s−2 |

### Résolution B4: protection de la radioastronomie
La résolution B4 concerne la protection des observations de radioastronomie dans la gamme de fréquences 76-81 gigahertz contre les interférences causées par les radars automobiles, qui ont diverses applications, comme la détermination des distances et des vitesses relatives d'objets situés devant, à côté de ou derrière une voiture. Cette résolution cherche à demander que la Conférence mondiale des radiocommunications 2015 prenne toutes les mesures possibles pour protéger les observations de radioastronomie dans cette bande de fréquence qui subissent des désagréments à cause de ces radars automobiles. Séparer les observatoires géographiquement de ce rayonnement semble la méthode de protection la plus efficace, mais dans un monde de technologie en pleine expansion qui nécessite différentes longueurs d'onde pour fonctionner, c'est une préoccupation urgente pour l'astronomie.

## NameExoWorlds
Lors de cette assemblée générale, la liste des noms « populaires » proposés dans le cadre de la campagne NameExoWorlds de l'UAI pour nommer 15 étoiles et 32 planètes situées dans 20 systèmes planétaires différents (il n'y a que 15 étoiles à baptiser car cinq ont déjà un « nom populaire ») seront annoncés, ce qui ouvrira la phase de vote de la part du grand public pour choisir quel nom sera retenu pour chaque planète et étoile.
Pour la liste des noms proposés et plus d'informations sur cette campagne de nommage, voir l'article « NameExoWorlds ».

## Adhésion de nouveaux pays à l'UAI

En vert clair, la Colombie, nouveau membre de l'UAI. Les pays alors déjà membres sont en vert foncé.

Lors de cette assemblée générale, l'adhésion de la Colombie est acceptée à l'unanimité. Le pays devient le 74e membre national de l'Union astronomique internationale.

## Changement dans les commissions
Lors de cette assemblée générale est créée la commission (numéro?) « Astro-informatique et astrostatistiques ».

## Choix de l'organisateur de l'assemblée générale de 2021
Quatre pays sont candidats à l'organisation de la 31e assemblée générale de l'Union astronomique internationale, qui aura lieu en août 2021 : l'Afrique du Sud, le Canada (Montréal), le Chili et la Corée du Sud. Le 13 août, Busan (Corée du Sud) est sélectionnée.

## Nouveau bureau exécutif de l'Union astronomique internationale

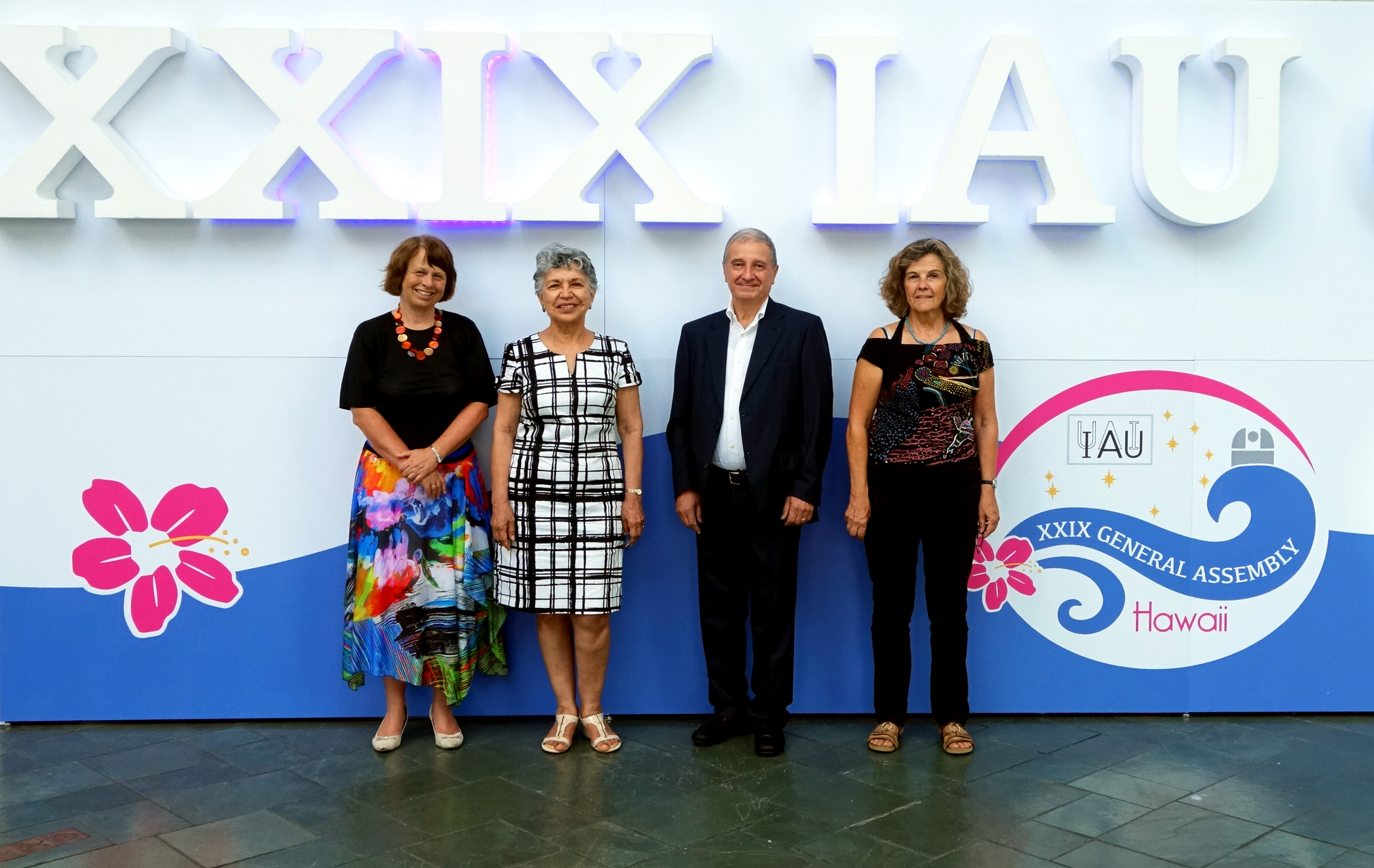
Le nouveau comité exécutif de l'UAI pour la période 2015-2018 : de gauche à droite, Ewine F. van Dishoeck (présidente-élue), Silvia Torres-Peimbert (présidente), Piero Benvenuti (secrétaire général) et Maria Teresa V. T. Lago (secrétaire générale assistante).

Comme tous les trois ans, le nouveau comité exécutif de l'Union astronomique internationale a pris ses fonctions à l'issue de cette assemblée générale.
Silvia Torres-Peimbert, précédente présidente-élue, succède à Norio Kaifu à la présidence de l'UAI. Ewine F. van Dishoeck devient la nouvelle présidente-élue. Piero Benvenuti, jusqu'alors secrétaire général assistant, remplace Thierry Montmerle au poste de secrétaire général de l'UAI et devient ainsi le premier Italien à occuper cette fonction. Maria Teresa V. T. Lago hérite du poste de secrétaire général assistant. Renée C. Kraan-Korteweg, Xiaowei Liu et Dina K. Prialnik conservent leur poste de vice-président et sont rejoints par Debra M. Elmegreen, Ajit K. Kembhavi (Inde) et Boris M. Shustov (Russie) qui remplacent Matthew Colless, Jan Palouš et Marta G. Rovira. Norio Kaifu et Thierry Montmerle, en tant que respectivement précédent président et précédent secrétaire général, deviennent conseillers au sein du comité en remplacement de l'ancien président Ian F. Corbett, de l'ancien secrétaire général George Kildare Miley et du conseiller Robert Williams.